# 淡江大學
淡江大學（英語：Tamkang University，臺語白話字：Tām-kang Tāi-ha̍k），簡稱淡大、淡江、TKU，學校全銜為「淡江大學學校財團法人淡江大學」，英譯名稱以「淡江」之臺語白話字「Tām-kang」作拼寫 。是一所位於新北市淡水區的私立綜合大學。淡江大學前身為1950年由居正伉儷、鄒魯、張鳴與張建邦父子共同創辦的「淡江英語專科學校」，先後開設三年制及五年制課程；1958年改為四年制「淡江文理學院」，1980年獲准升格為「淡江大學」。現為臺灣歐洲聯盟中心、優久大學聯盟、清華五校聯盟、泛太平洋大學聯盟，以及國際大學協會之成員學校。校友方面擁有1位中央研究院院士。

## 歷史沿革

### 奠基期（1950~1980）
1950年居正、張鳴與張建邦父子共同創辦私立淡江英語專科學校，為臺灣第一所私立高等學府。（5月15日，籌備委員會成立；5月25日，董事會成立；7月28日，舉辦首屆新生入學考試；10月5日，淡江英語專科學校正式開學）。
1954年設立英文科。
1956年設立三年制國文科。
1957年設立商學科。
1958年改為四年制淡江文理學院；設立數學學系、化學學系；國文科更名為中國文學學系。
1960年設立五年制測量專科。
1962年設立西班牙語文學系。
1963年設立物理學系。
1964年設立灌溉工程與水土保持科。

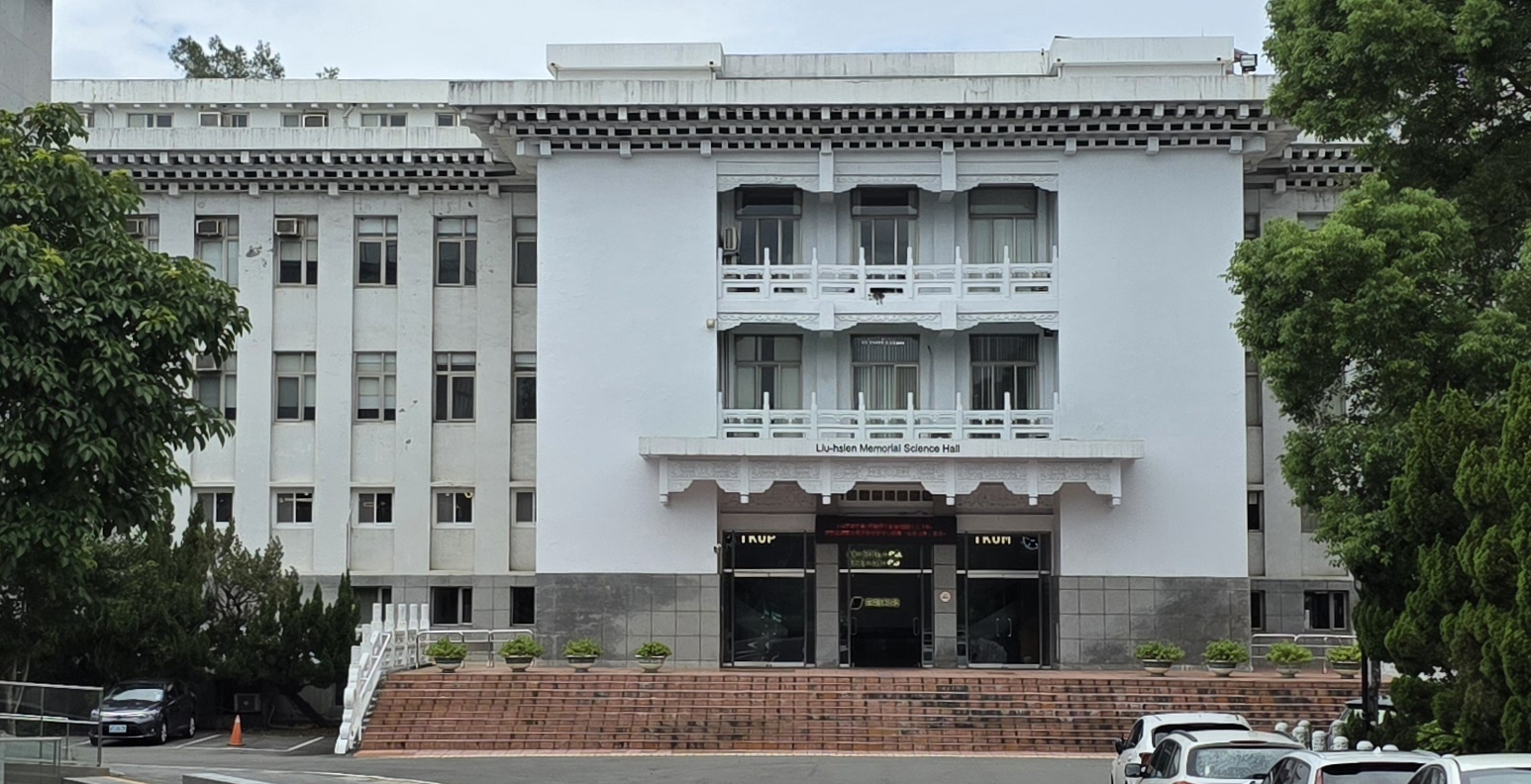
騮先紀念科學館，1965年奠基興建，為淡江大學物理學系所在地

1966年文學部、工學部、理學部成立；設立東方語文學系、歷史學系。
1967年測量專科更名為土木工程學系，灌溉工程與水土保持科改為灌溉工程學系和水土保持學系。
1969年設立“電子計算機科學系”。
1970年數學學系新增碩士班；灌溉工程學系、水土保持學系合併為水利工程學系，分為「灌溉工程」和「水土保持」兩組。
1971年設立教育資料科學學系。
1972年設立航空工程系。
1975年設立德國語文學系、法國語文學系。
1980年教育部准予改制為淡江大學。

### 定位期（1980~1996）
1981年設立土木工程學系碩士班。
1983年設立大眾傳播學系。
1984年設立水資源研究所碩士班。
1985年東方語文學系更名為日本語文學系。
1986年設立交通管理學系；水資源研究所碩士班新增「環境工程組」。
1988年中國文學系新增碩士班；水利工程學系更名為水資源及環境工程學系，水資源研究所併入。
1989年設立水資源及環境工程學研究所博士班。
1990年數學學系新增博士班。
1992年外語學院、國際研究學院成立。
1993年設立俄國語文學系。

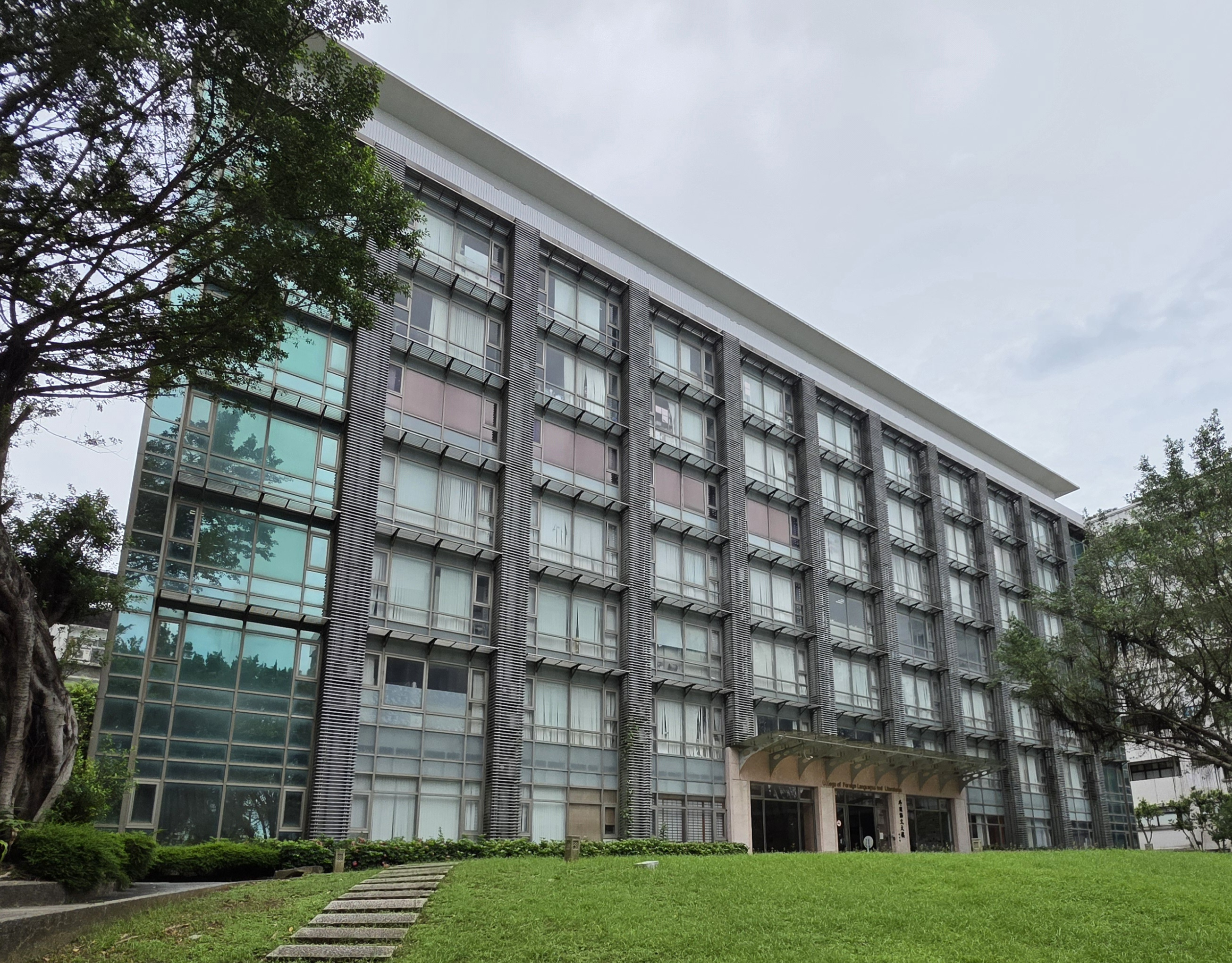
外國語文大樓

1994年設立電機工程研究所、會計學研究所；大三學生出國修習學分計畫（Junior Study Abroad Program）開始實施。

### 提升期（1996~2005）
1996年土木工程學系新增博士班；航空工程系更名為航空太空工程學系，並設立研究所碩士班。
1997年蘭陽校區籌備委員會成立；設立二年制營建工程技術系、建築工程技術系、應用日語學系、進修學士班電機工程學系、資訊工程學系、會計學系、公共行政學系。
1998年設立資訊傳播學系、財務金融學系金融研究所博士班、歷史學系研究所碩士班；學術性期刊《淡江外語論叢》發行。
1999年設立機械工程學系博士班、中國文學系博士班、公共政策研究所碩士班；交通管理學系更名為運輸管理學系。
2000年教育學院成立；教育資料科學學系更名為資訊與圖書館學系。（後在2003年將資訊與圖書館學系，另設立教育科技學系）
2002年設立法國語文學系碩士班。
2003年設立漢語文化暨文獻資源研究所碩士班。
2004年土木工程學系分為「工程設施組」與「營建企業組」兩組招生。
2005年土木工程學系通過IEET第一週期工程認證；設立西藏研究中心；蘭陽校區開始招生。

### 轉變期（2005~2017）
2006年設立西班牙語文學系、日本語文學系碩士班、二年制應用日語學系在職專班；社區發展學院成立，並設立進修學士班休閒產業學系、服務業經營學系、景觀建築與管理學系。
2007年裁撤技術學院；資訊傳播學系新增碩士班；大學部日本語文學系與技術學院應用日語學系合併。
2008年進修學士班休閒產業學系、服務業經營學系、景觀建築與管理學系停招。
2009年設立中等學校教師在職進修數學教學碩士班；歷史學系碩士在職專班停招；漢語文化暨文獻資源研究所碩士班併入中國文學系碩士班，分為「文學組」和「語言文化組」招生；張家宜校長代表學校獲頒第19屆國家品質獎。
2010年設立美洲研究所、亞洲研究所；國際貿易學系更名為國際企業學系。
2011年設立日本語文學系碩士在職專班；土木工程學系通過IEET第二週期工程認證。
2012年商學院及管理學院合併為商管學院。
2015年設立尖端材料科學學士學位學程、航空太空工程學系研究所碩士在職專班。
2016年數學學系碩士班更名為數學學系數學與數據科學碩士班；中等學校教師在職進修數學教學碩士學位班轉型為數學學系在職專班。

### 超越期（2017~至今）

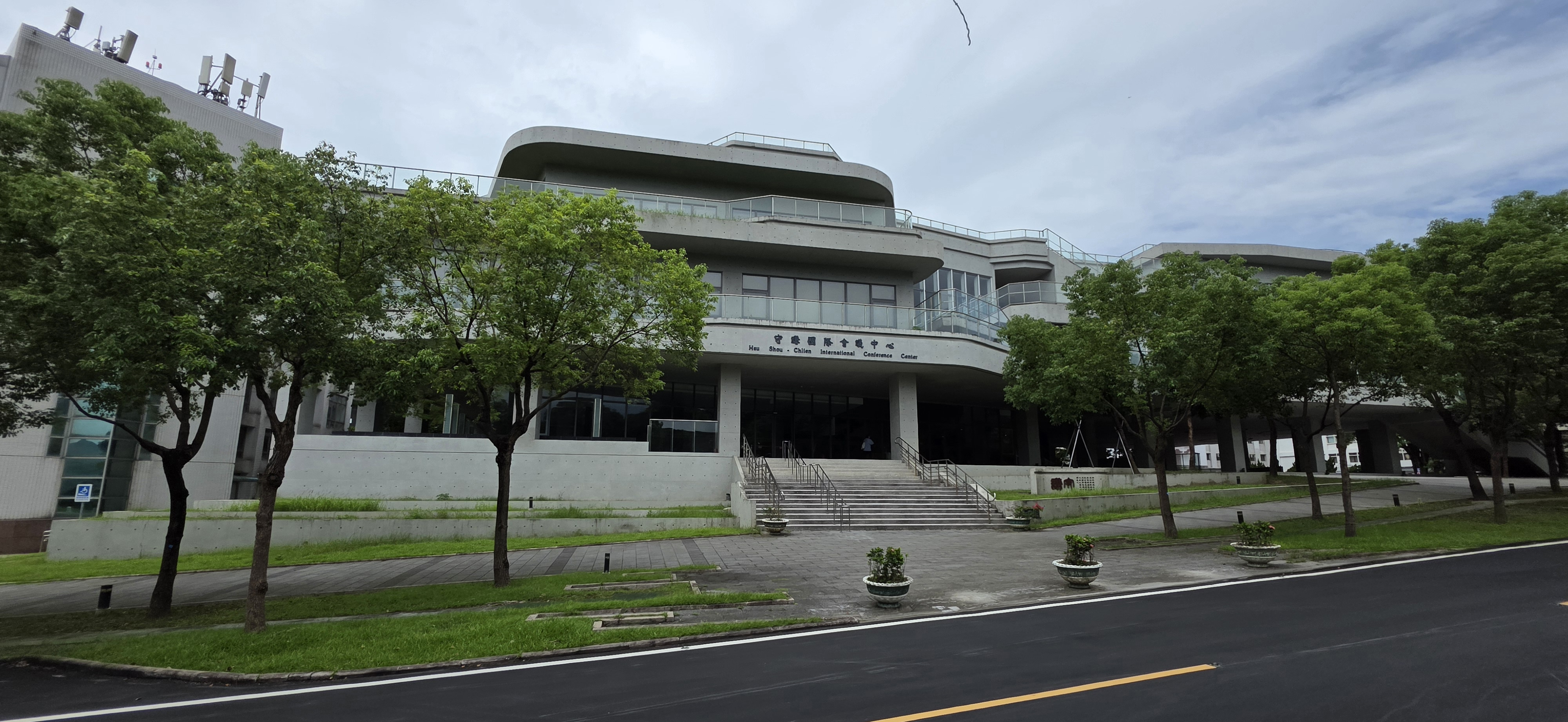
守謙國際會議中心

2017年土木工程學系通過IEET第三週期工程認證；守謙國際會議中心啟用，以捐款金額最多者，管理科學研究所畢業的徐航健其父命名。
2018年國際研究學院更名為國際事務學院，土木工程學系取消分組；張家宜董事長代表學校獲頒第25屆國家品質獎之卓越經營獎。
2019年經校務會議決議，預計110學年將全球發展學院併入國際事務學院；設立應用科學博士班並裁撤理學院學士班。；進修學士班中國文學學系、會計學系停招
2020年AI創智學院成立，為淡大第九個學院。
2022年蘭陽校園籌設精準健康學院，自112學年度（2023年）起新增「高齡健康管理學研究所」碩士班，並新增為「智慧經營組」、「精準健康組」2組，預計於2023年10月起開始招生，2023年入學。

## 歷任董事長
淡江英語專科學校時期
| 任別   | 姓名     | 任期                   | 備注                                                                                   |
| ------ | -------- | ---------------------- | -------------------------------------------------------------------------------------- |
| 第一任 | 居 正    | 1950年7月 - 1951年11月 | 字覺生，中華民國第三任司法院院長、中華民國第一任總統候選人、淡江英語專科學校共同創辦人 |
| 第二任 | 居鍾明志 | 1951年11月 - 1953年9月 | 淡江英語專科學校共同創辦人居正妻子                                                     |
| 第三任 | 張居瀛玖 | 1953年9月 - 1958年1月  | 淡江英語專科學校共同創辦人居正女兒、淡江英語專科學校共同創辦人張鳴繼室                 |

淡江文理學院時期
| 任別   | 姓名     | 任期                  | 備注                               |
| ------ | -------- | --------------------- | ---------------------------------- |
| 第三任 | 張居瀛玖 | 1958年1月 - 1969年3月 | 淡江英語專科學校改制為淡江文理學院 |
| 第四任 | 林添福   | 1969年3月 - 1980年7月 | 淡江大學名譽董事長                 |

淡江大學時期
| 任別   | 姓名   | 任期                   | 備注                                                                 |
| ------ | ------ | ---------------------- | -------------------------------------------------------------------- |
| 第五任 | 林添福 | 1980年7月 - 1987年2月  | 淡江文理學院改制為淡江大學                                           |
| 第六任 | 張建邦 | 1987年2月 - 1989年9月  | 淡江英語專科學校共同創辦人張鳴長子、第八任中華民國監察院院長被提名人 |
| 第七任 | 姜文錙 | 1989年9月 - 2004年7月  | 淡江英語專科學校共同創辦人張建邦妻子                                 |
| 第八任 | 張室宜 | 2004年7月 - 2018年10月 | 淡江英語專科學校共同創辦人張建邦次女                                 |
| 第九任 | 張家宜 | 2018年10月 - 迄今      | 前任淡江大學校長                                                     |

## 歷任校長
淡江英語專科學校時期
| 任別   | 姓名     | 任期                  | 備注                               |
| ------ | -------- | --------------------- | ---------------------------------- |
| 第一任 | 張 鳴    | 1950年7月 - 1951年1月 | 字驚聲，淡江英語專科學校共同創辦人 |
| 第二任 | 張居瀛玖 | 1951年1月 - 1951年6月 | 淡江英語專科學校共同創辦人居正女兒 |
| 第三任 | 居浩然   | 1951年6月 - 1958年1月 | 淡江英語專科學校共同創辦人居正次子 |

淡江文理學院時期
| 任別   | 姓名   | 任期                  | 備注                                                                 |
| ------ | ------ | --------------------- | -------------------------------------------------------------------- |
| 第四任 | 陳維綸 | 1958年1月 - 1964年8月 | 淡江英語專科學校改制為淡江文理學院                                   |
| 第五任 | 張建邦 | 1964年8月 - 1980年7月 | 淡江英語專科學校共同創辦人張鳴長子、第八任中華民國監察院院長被提名人 |

淡江大學時期
| 任別     | 姓名   | 任期                   | 備注                                                                 |
| -------- | ------ | ---------------------- | -------------------------------------------------------------------- |
| 第五任   | 張建邦 | 1980年7月 - 1986年11月 | 淡江英語專科學校共同創辦人張鳴長子、第八任中華民國監察院院長被提名人 |
| 第六任   | 陳雅鴻 | 1986年11月 - 1989年8月 | 淡江大學西班牙語學系榮譽教授                                         |
| 第七任   | 趙榮耀 | 1989年8月 - 1992年8月  | 中華民國監察院第四屆監察委員                                         |
| 第八任   | 林雲山 | 1992年8月 - 1998年8月  | 淡江大學化學系榮譽教授                                               |
| 第九任   | 張紘炬 | 1998年8月 - 2004年8月  | 淡江大學管理科學研究所博士                                           |
| 第十任   | 張家宜 | 2004年8月 - 2018年8月  | 淡江英語專科學校共同創辦人張建邦長女                                 |
| 第十一任 | 葛煥昭 | 2018年8月 - 迄今       | 淡江大學資訊工程學系教授                                             |

## 學校象徵

### 校徽
淡大的校徽由臺灣知名水彩畫家藍蔭鼎設計，外觀為一大鈴，時人習稱為鐘。「鐘鈴」二字與創辦人張驚聲的稚年學名「鍾鈴」相同，以為紀念；同時現今的鈴，古人亦用為鐸，為施教而設，典出《論語．八佾》：「天下之無道也久矣，天將以夫子為木鐸。」。鐸鐫「淡江」二字，上端附以雙翼，象徵「振翼高飛，突飛猛進」的精神。

## 校園

### 現況
淡江大學目前共有三大校園，淡水校園為校本部。蘭陽校園2023年籌設精準健康學院。
| 校園     | 位置         | 校園面積  |
| -------- | ------------ | --------- |
| 淡水校園 | 新北市淡水區 | 21.71公頃 |
| 台北校園 | 臺北市大安區 | 0.32公頃  |
| 蘭陽校園 | 宜蘭縣礁溪鄉 | 40.45公頃 |

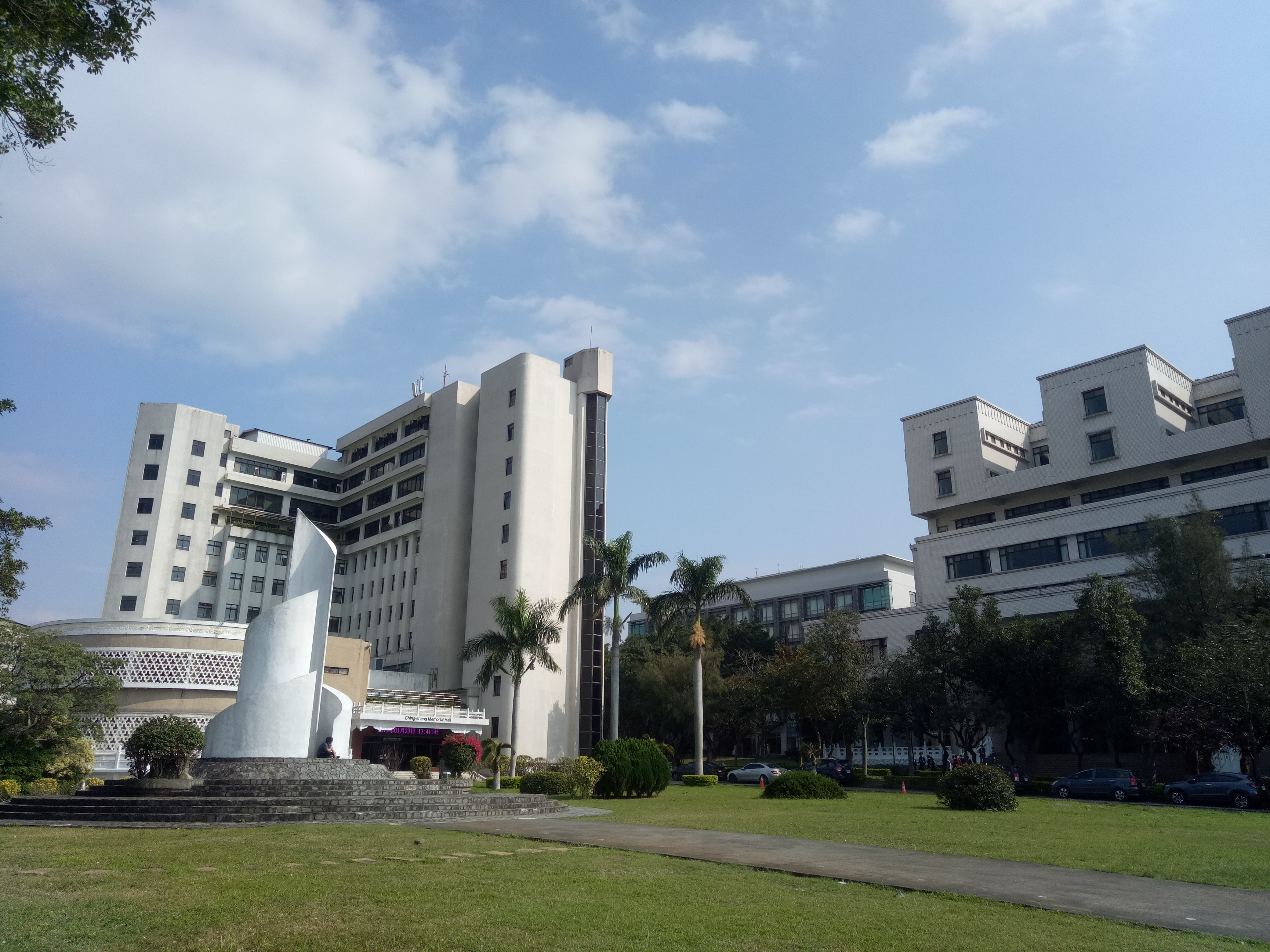
淡水校園
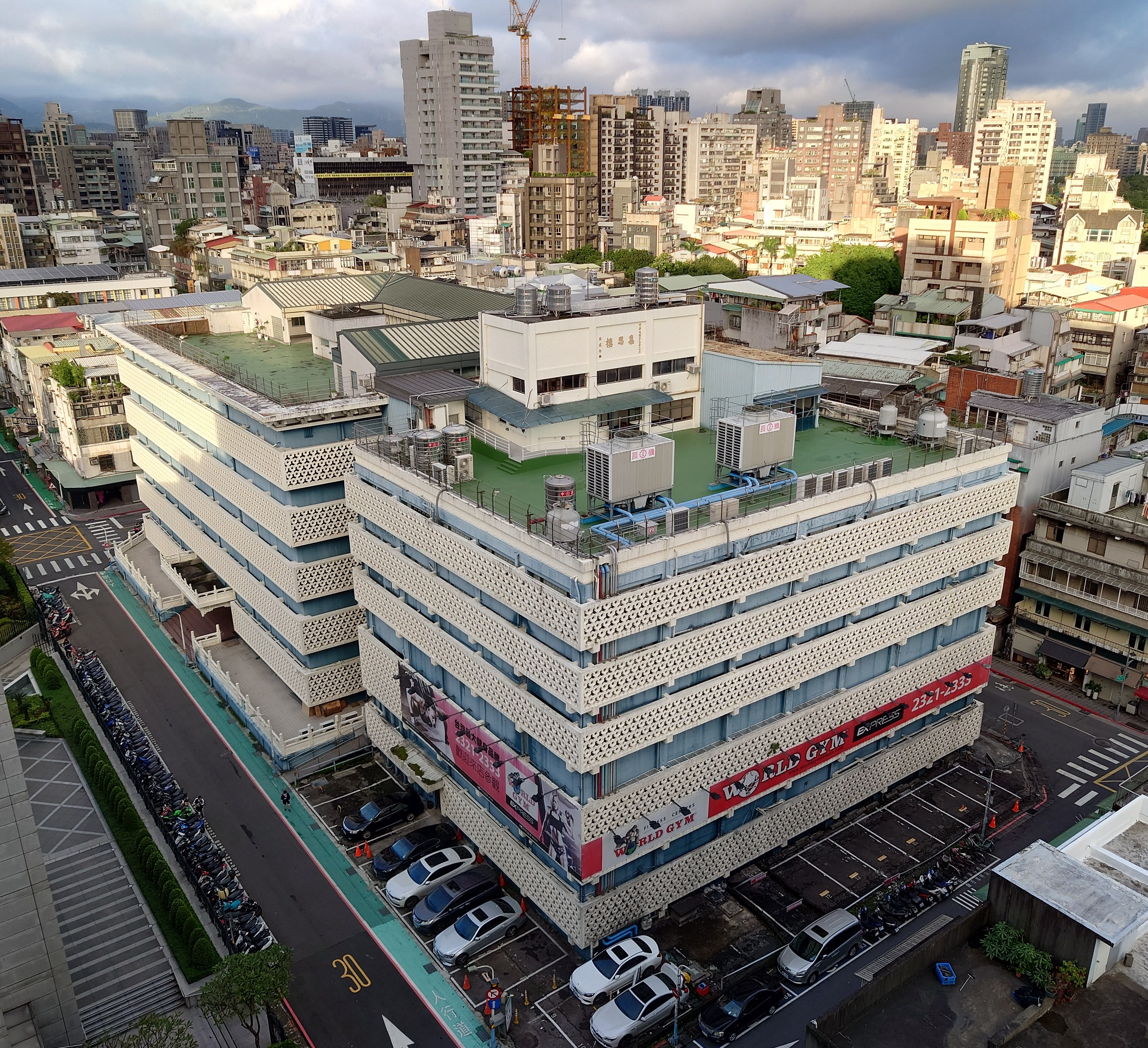
台北校園
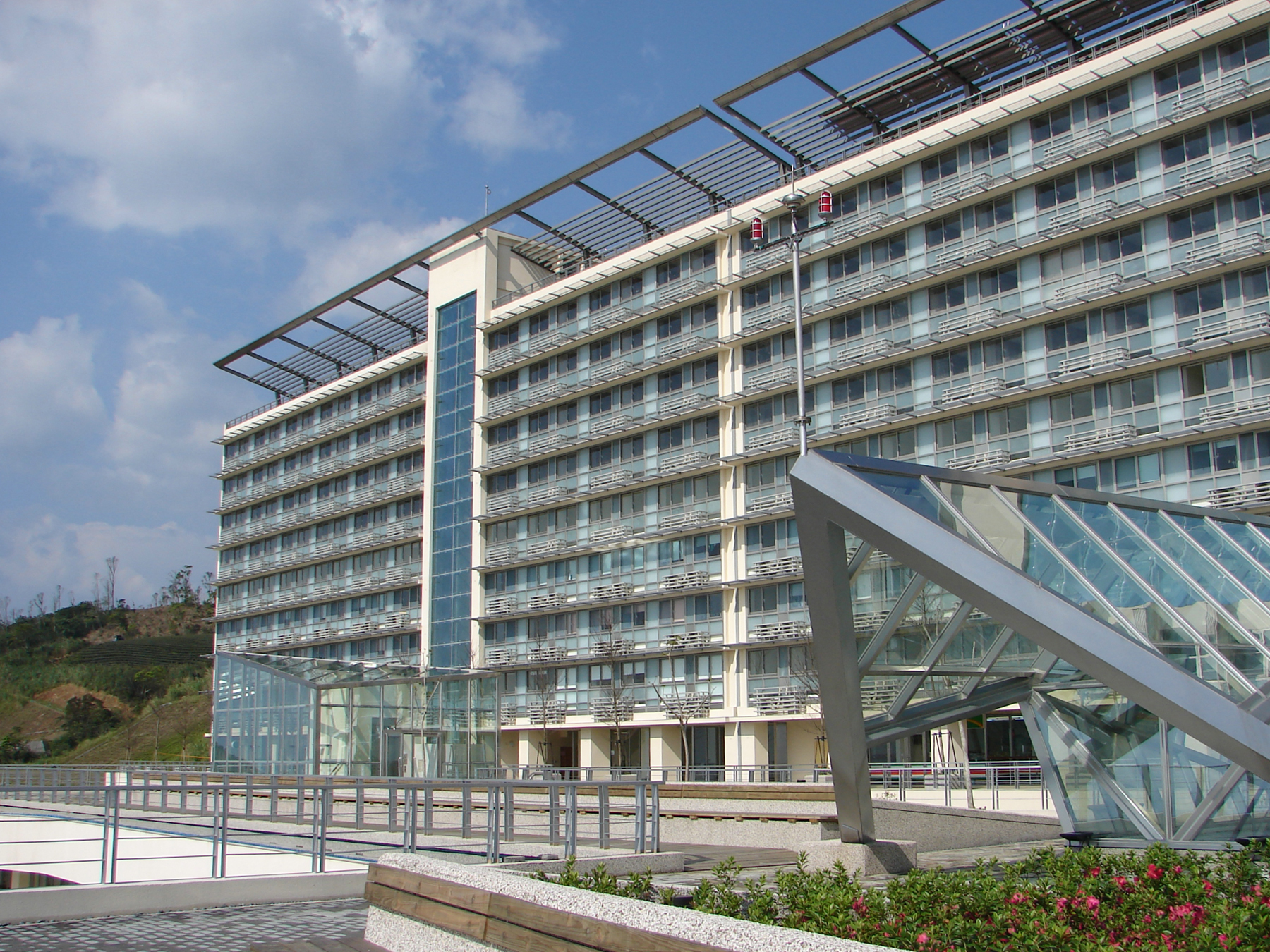
蘭陽校園

## 景觀與建築

### 海事博物館

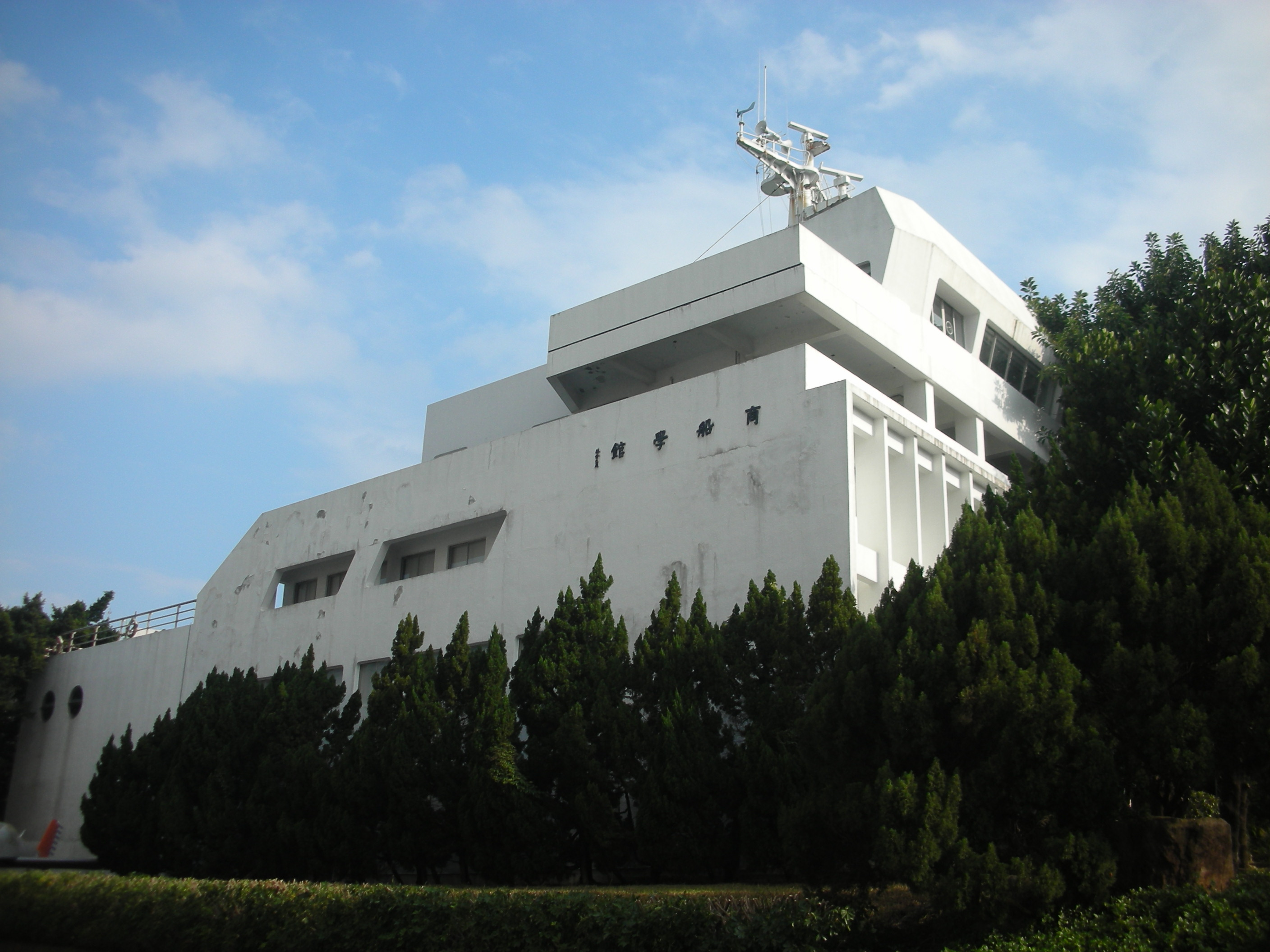
海事博物館外觀（原商船學館）
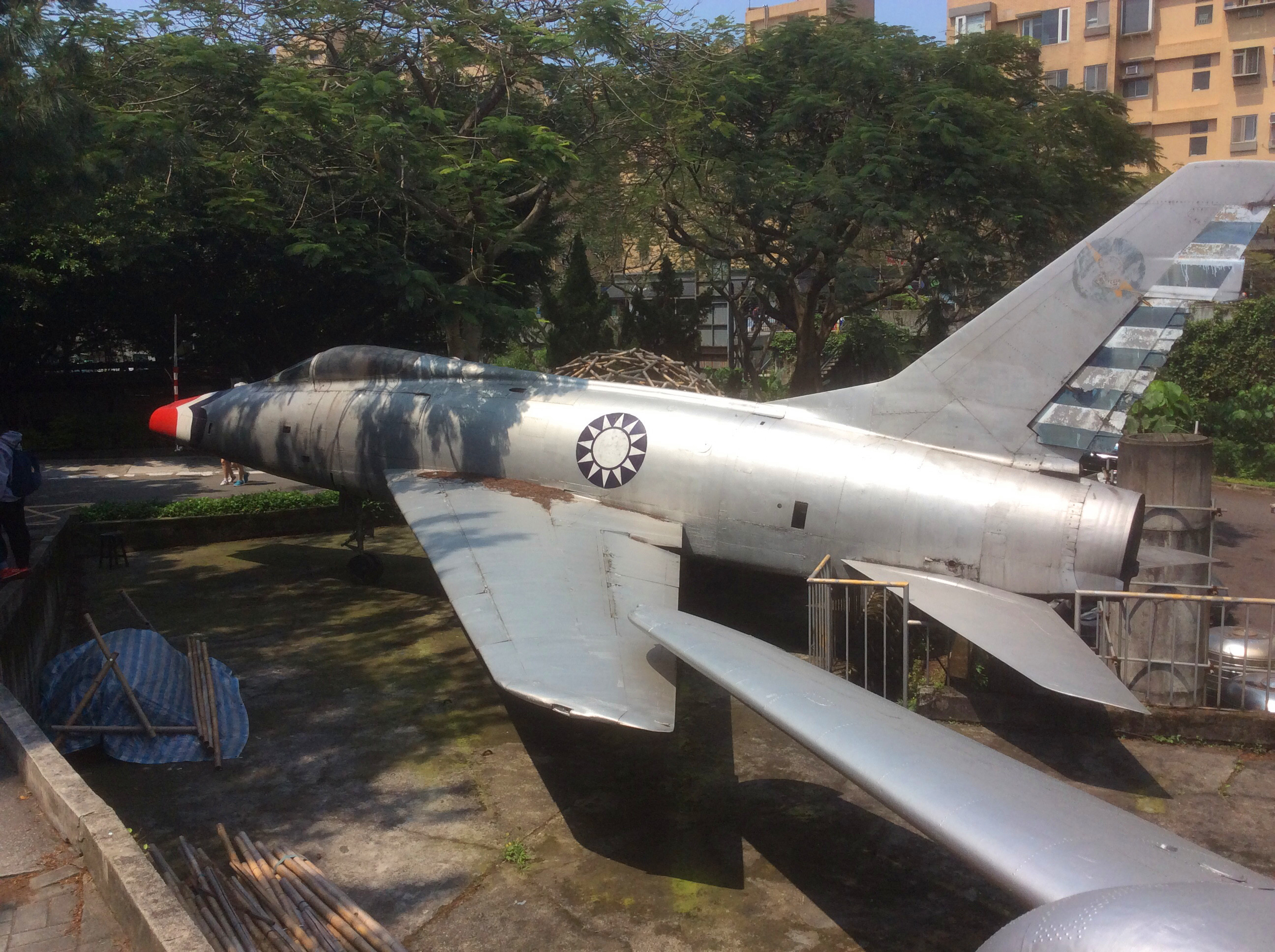
陳列於海博館旁的F-100超級軍刀戰鬥機

### 宮燈教室
宮燈教室興建於1954年間，是淡大淡水校園最早興築的永久校舍，其特色為仿中國傳統的宮廷式建築，和人行步道上懸掛的宮燈，也成為多部知名偶像劇的取景地。
宮燈教室也有著淒美的都市傳說在學生間屆屆相傳，據說有對情侶交往受到父母的反對，相約到此私奔，女方卻遲未等到男方赴約而傷心結束了生命。從此學生們便稱該名學姊為「宮燈姐姐」。

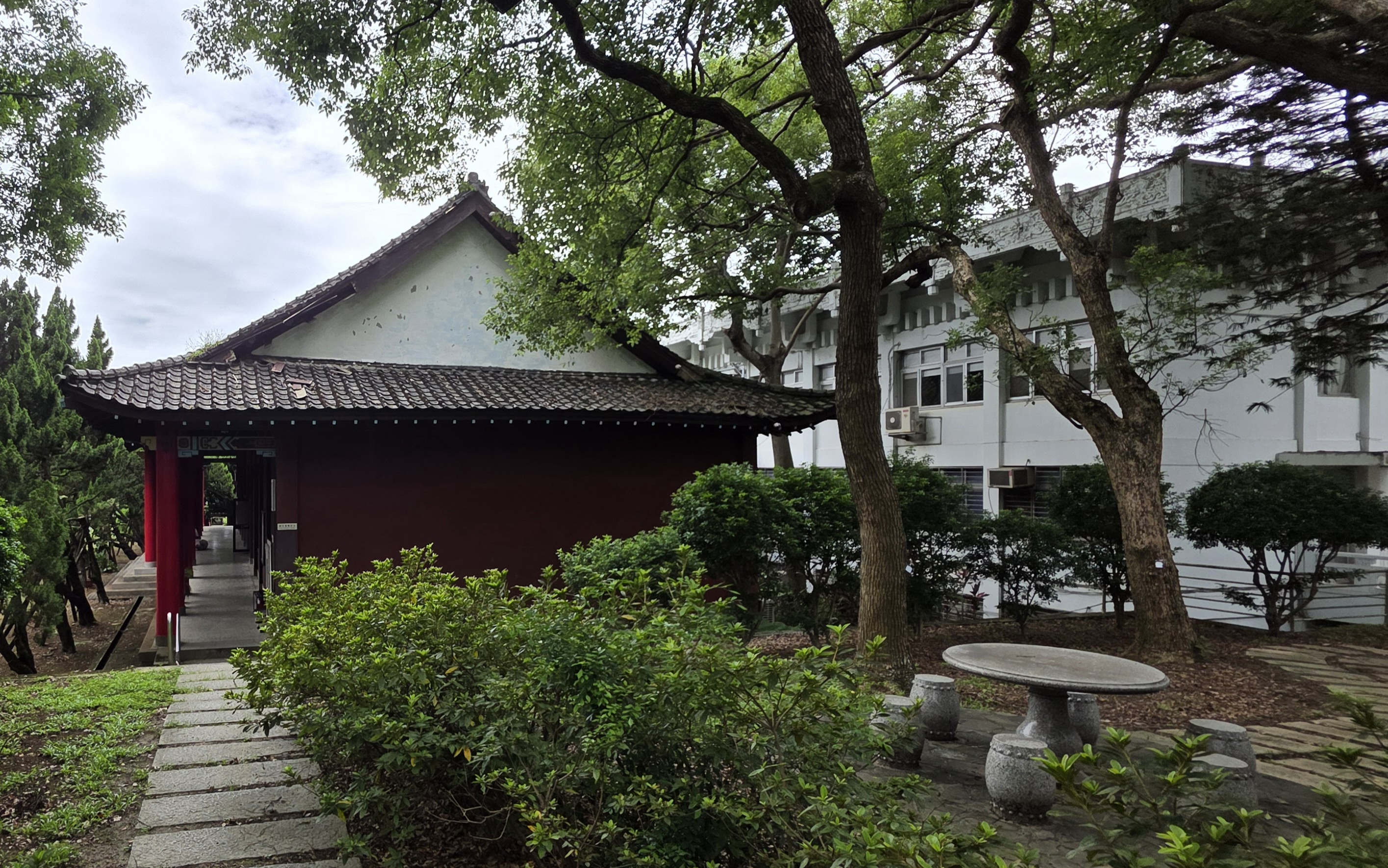
宮燈教室與行政大樓
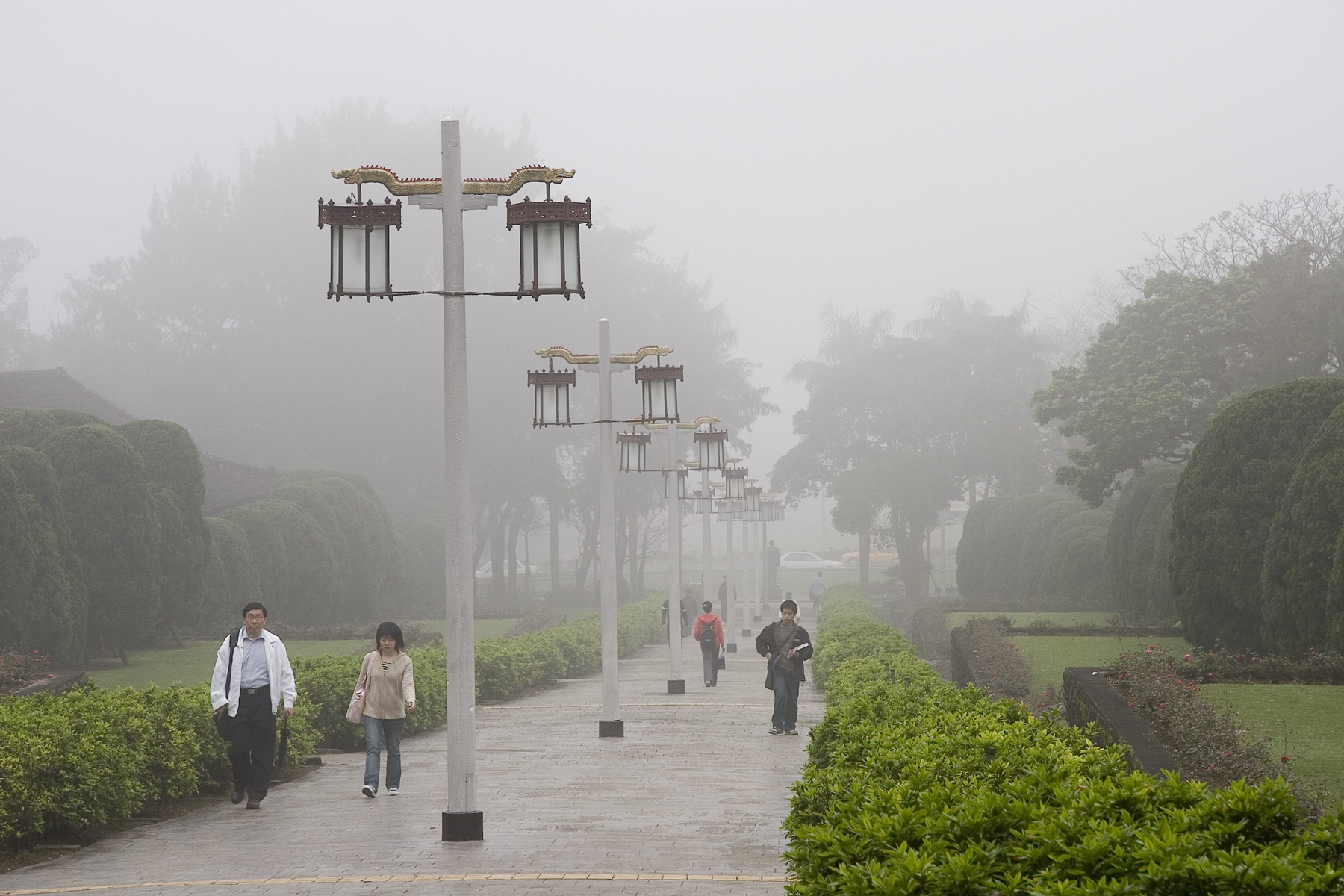
起霧的宮燈大道

### 克難坡
克難坡是早期尚未開發聯外道路時，進入淡大淡水校區的必經交通要道，建於1953年。土地權目前不屬於淡江大學學校財團法人，但由校方負責維護。
為讓入學新生體驗校園文化，每年開學典禮中都會辦理「克難坡巡禮」活動，由校長、副校長、教學和行政一級主管帶隊，從校園內的驚聲銅像出發，經學府路、英專路後步行上132階的克難坡。
2015年，高姓地主希望校方支付因土地移轉產生的20萬餘元土地增值稅，但時任總務長羅孝賢表示，克難坡已提供不特定公眾通行逾廿年，屬既成道路，校方沒有立場支付該費用，高姓地主對於未獲校方善意回應表示遺憾，並考慮封路收回土地使用權。

### 書卷廣場

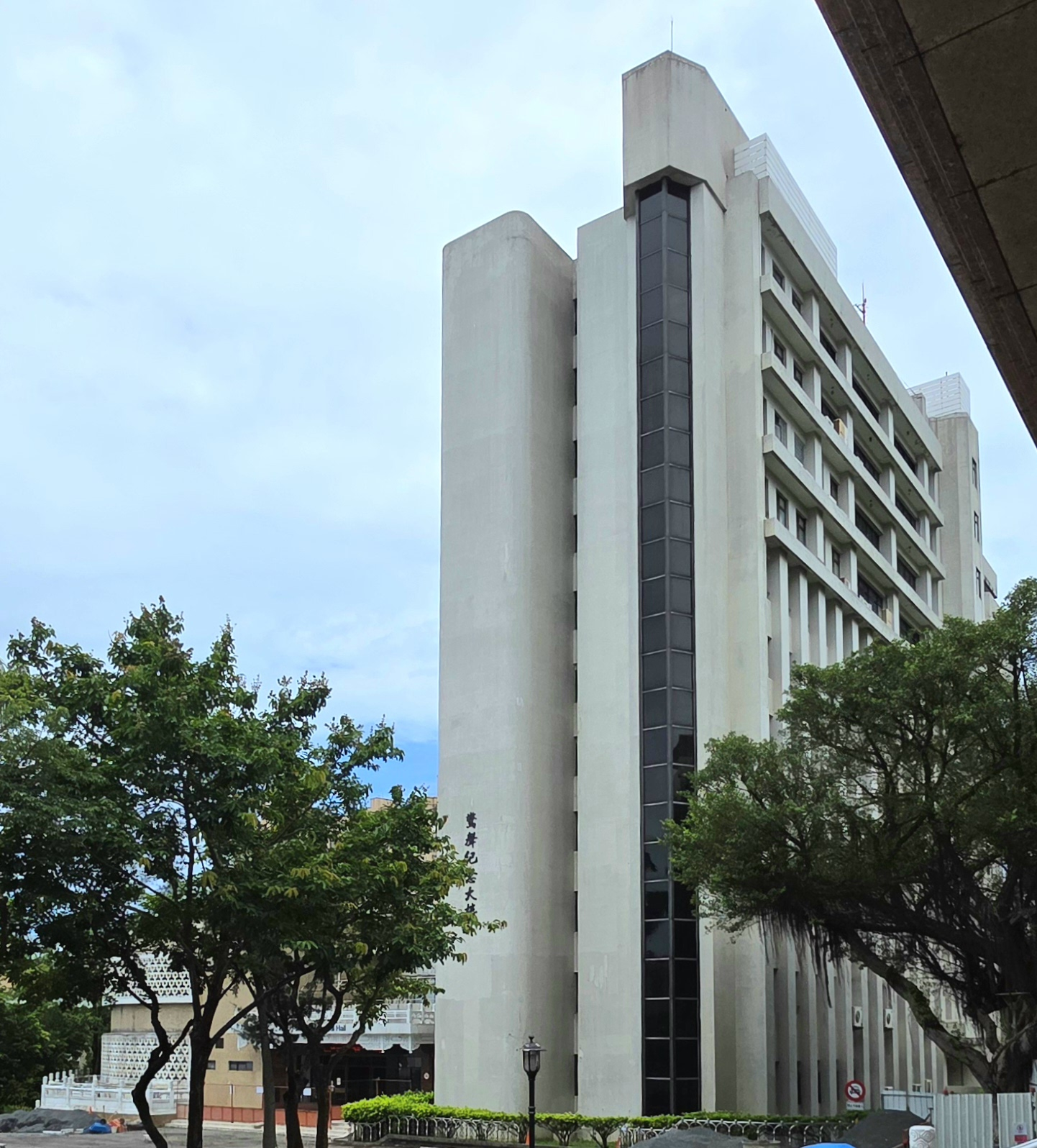
驚聲紀念大樓

書卷廣場1986年竣工，位於覺生紀念圖書館和驚聲紀念大樓前，中央四片繞圈、象徵古代簡冊之「竹卷」為其特色，也是校訓「樸實剛毅」精神的體現。學生間則因外形酷似蛋捲便暱稱其為「蛋捲廣場」。
設計者為建築系畢業之林貴榮，曾任臺北縣板橋市副市長，也是臺灣國內第一位合法執業的建築師。

### 李雙澤紀念碑
為紀念民歌歌手，同時也是淡大數學系畢業的李雙澤而設置。李雙澤有感中華民國退出聯合國後國際地位險峻，學生間流行的卻仍是西洋樂曲，而在1976年的校園演唱會上呼籲眾人「唱自己的歌」，引發熱烈討論。與胡德夫、楊弦並列為臺灣校園民歌運動的催生者。
碑體由雕塑家王秀杞設計，碑文由蔣勳題字。

### 雪山隧道雕塑
雪山隧道雕塑原由胡澤民、楊英風受「北宜捷運系統促進會」委託創作，1990年贈予創辦人之一張建邦博士留念，後為紀念國道五號順利通車及淡大成功闢建蘭陽校區，委請知名雕塑家楊奉琛將作品放大，並置於蘭陽校區內強邦國際會議廳側邊草坪上。
作品為一不鏽鋼的「山」象形字，隧道則在左下方；金色太陽象徵著光芒普照宜蘭，也代表了淡江大學起始於淡水，繫心蘭陽、寄情雪山的情懷。

### 海豚吉祥物里程碑

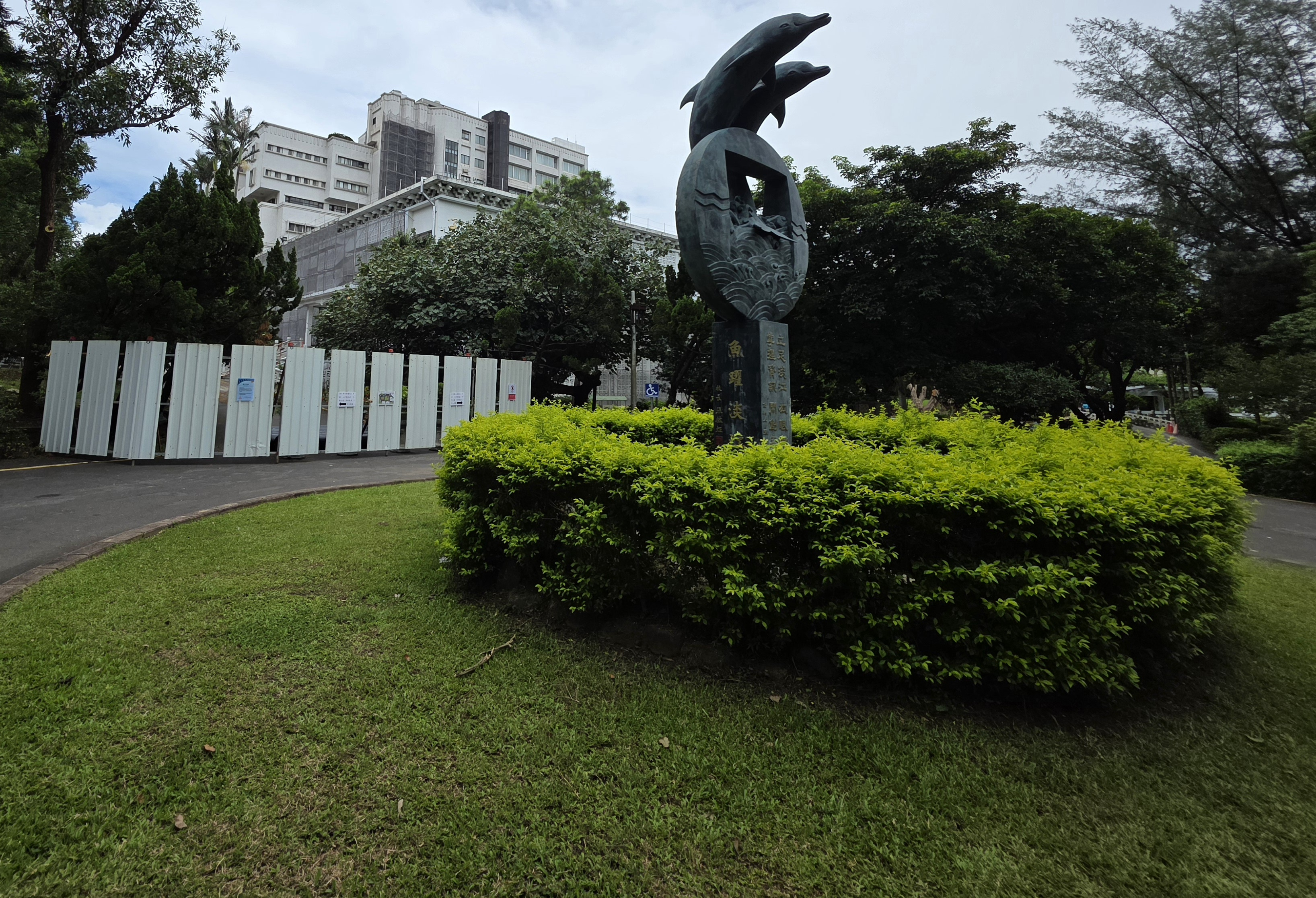
淡江大學里程碑

海豚是由同學們票選出的淡大吉祥物，此里程碑為雕塑家王秀杞創作，基座上刻有創辦人之一張建邦勉勵同學們的一段話：「立足淡江，放眼世界；掌握資訊，開創未來。」

### 五虎碑雕塑
五虎崗是大屯火山群第一階段噴發時所形成的丘陵，因狀似虎爪而得名。五虎崗自淡水河口由西北往東南算起有五座山崙，皆具備制高點的優勢；淡大淡水校區則坐落於第四山崙（舊稱大田寮）。
五虎碑雕塑由雕塑家王秀杞創作，以五隻老虎互相追逐為一圓，碑文《五虎崗記》為創辦人之一張建邦作。目前置於紹謨紀念體育館旁。

## 排名及聲譽

### 國內評價
- 依據財團法人高等教育評鑑中心基金會，淡大通過第一週期（100學年度）及第二週期（107學年度）校務評鑑，惟仍有待改善事項[64]。
- 2019年天下雜誌主辦之「天下USR大學公民評選」，淡大名列全國私立大專校院第三名[65]。
- 2020年遠見雜誌全台大學評鑑，淡大名列文法商大學第三名、私立大學第六名[66][67][68]。

- 2023年天下雜誌之專刊《Cheers》主辦之「2023年企業最愛大學生調查」中的「企業最愛一般私立大學TOP10」，淡大名列私立大學第一名。[69]

- 2023年《遠見雜誌》主辦之「臺灣最佳大學排行榜」，淡江大學於「人文社科大學」分榜排行全國第三名，為私立大學第一名。[70]

| 企業最愛大學生 | 年份 | 排名 |
| -------------- | ---- | ---- |
| 企業最愛大學生 | 2019 | 9    |
| 企業最愛大學生 | 2018 | 9    |
| 企業最愛大學生 | 2017 | 9    |
| 企業最愛大學生 | 2016 | 9    |
| 企業最愛大學生 | 2015 | 8    |
| 企業最愛大學生 | 2014 | 8    |
| 企業最愛大學生 | 2013 | 7    |
| 企業最愛大學生 | 2012 | 7    |
| 企業最愛大學生 | 2011 | 8    |
| 企業最愛大學生 | 2010 | 8    |
| 企業最愛大學生 | 2009 | 8    |

## 組織

### 行政單位
| 行政單位 | 秘書處                 | 文錙藝術中心           |
| 行政單位 | 品質保證稽核處         | 校務研究中心           |
| 行政單位 | 永續發展與社會創新中心 | 全英語教學推動中心     |
| 行政單位 | 教務處                 | 學生事務處             |
| 行政單位 | 總務處                 | 環境保護及安全衛生中心 |
| 行政單位 | 人力資源處             | 財務處                 |
| 行政單位 | 覺生紀念圖書館         | 資訊處                 |
| 行政單位 | 推廣教育處             | 校友服務暨資源發展處   |
| 行政單位 | 國際暨兩岸事務處       | 蘭陽行政處             |

## 教學相關

### 學制
| 學制         | 修業年限 | 授予學位 |
| ------------ | -------- | -------- |
| 大學部       | 4─6年    | 學士     |
| 碩士班       | 1─4年    | 碩士     |
| 碩士在職專班 | 2─5年    | 碩士     |
| 博士班       | 2─7年    | 博士     |

### 熊貓講座
淡江大學創辦人之一的張建邦賢伉儷為推廣國際化，捐款三億元新台幣成立「熊貓講座基金」，以其孳息延攬國際級學術菁英蒞校講學。目前已舉辦20場講座，詳見下表：
| 講者                       | 講座主題 | 邀請單位             | 年份      |
| -------------------------- | --- | -------------------- | --------- |
| Heinz Brandl               | 現場基樁的循環荷重實驗 格狀深基礎對結構乘載沉陷和耐震行為之提升                                                   | 土木工程學系         |           |
| 安保正一                   | 觸媒之科學與技術：從基礎至工業應用                                                                                | 理學院               |           |
| 孫學良                     | 先進奈米技術於轉儲能材料之應用                                                                                    | 物理學系             |           |
| Philip Hallinger           | 工業4.0的永續領導                                                                                                 | 教育學院             |           |
| Hoang Pham                 | International Collaborations on Reliability and Statistical Data Science Topics                                   | 統計學系             |           |
| Steven G. Louie            | The Fascinating Quantum World Automatically Thin 1D & 2D Materials: Symmetry, Interaction and Topological Effects | 物理學系             |           |
| 林復華                     | Research on multi-agent reinforcement learning                                                                    | 工學院               |           |
| Janusz Kacprzyk            | 兩極端使用者證詞和意圖下的多屬性／標準決策                                                                        | 管理科學學系         |           |
| 劉立方                     | 2018 Sulawesi Earthquake and Palu Tsunami                                                                         | 水資源及環境工程學系 |           |
| Daniel Drache              | Happy 5th Birthday Belt and Road Has Beijing Much to Celebrate? Successes and Failures                            | 法國語文學系         |           |
| Avery Goldstein            | 習近平時期的中國大戰略與美中關係                                                                                  | 國際事務學院         |           |
| 林暐                       | 成功的三個關鍵：創新、合作與共享                                                                                  | 文學院               |           |
| Yong Jin Kim               | 數位創業（Digital Entrepreneurship）                                                                              | 國際企業學系         |           |
| 世耕石弘                   | 談逆轉勝 | 文學院               |           |
| 安達千波矢                 | 有機發光二極體技術                                                                                                | 化學學系             |           |
| Daniel J. Scheeres         | 介紹小行星探測 | 航空太空工程學系     |           |
| Benoit Perthame            | 談數學的應用 | 數學學系             |           |
| Prof. Christian Schwermann | 『心眼長啥樣?』- 中西對比下之心眼概念及其語意的演變                                                               | 外語學院             | 2023      |
| 梶田隆章                   | Gravitational wave astronomy with KAGRA                                                                           | 物理系               | 2023      |
| Yousef Saad, Ph.D          | Numerical Linear Algebra: from Scientific Computing to Data Science                                               | 數學學系             | 2023      |
| Jussi Parikka              | Environments of Digital Culture: The Humanities in the Anthropocene                                               | 文學院               | 2025/5/29 |

## 校園生活

### 學生宿舍
淡大校內設有女生宿舍松濤館，校外則有與利挺建設以BOT模式興建之淡江學園，為男女同學合宿。原為教職員宿舍的剛、毅棟宿舍目前改建中，預計2021年1月竣工

### 體育館
紹謨紀念體育館是以榮譽董事長張姜文錙的父親姜紹謨命名，地下一層地上八層，總樓地板面積為23794平方公尺，2004年6月動工，並於2006年6月竣工啟用。為2017年夏季世界大學運動會舉重比賽的賽事主場館。
地下一樓為武術/柔道室，一樓為社團辦公室，二樓為諮輔室和韻律室，三樓為桌球室和重量訓練室，四樓為排球場和羽球場，五樓為教室，六樓為運動傷害防護室，七樓為籃球場和集會場地。

### 社團及自治組織
學生社團總覽、屬性及相關資訊參見淡江大學課外活動輔導組網頁。淡江大學全校性學生自治組織為淡江大學學生會，學生會分為行政部門、立法部門（學生議會）及司法部門（學生評議會）。

### 文化週
文化週為淡江大學其15個校友會所共同舉辦的大型活動，目的在於宣揚自己家鄉的文化及小吃，活動的內容非常豐富，在海報街上的擺攤、黑天鵝的展覽、各個校友會的快閃和開幕、活動期前的宣傳以及文化週之夜。

## 著名事件

### 2014年學生會正副會長補選
- 蔡博藝為第一批來臺的中國大陸留學生。[86]因宣布投入第20屆淡大學生會正副會長補選，其國籍、參選適合性等問題引發校內外的激烈討論[87][88][89][90][91]。

## 對外交流

### 優久大學聯盟
原為東吳大學於2012年發起之北區私立大學交流平台，爾後陸續加入大同大學、臺北醫學大學、中原大學、逢甲大學、靜宜大學等校，遂於2018年更名為「優久大學聯盟」。各校以其特色相互交流，共享教育資源、觀念、策略，達到校際合作和資源節約之效益，並期望成為華人圈的常春藤盟校。

### 臺灣歐盟中心
2009年6月，歐盟擇定淡大在內的7所臺灣大專校院合組「臺灣歐洲聯盟中心」，第一期4年補助110萬歐元，規劃用於各校開設歐盟研究課程、歐盟相關研討會、獎學金等。中心要職分屬4所核心成員大學，主席為現任國立臺灣大學校長管中閔，主任為臺大政治系歐盟莫內講座教授蘇宏達。

## 軼事
- 2020年8月，管理科學研究所畢業校友徐航健，再度捐款1.2億元予淡大，成立「有蓮獎學金」協助學校招生。該獎學金由行政副校長莊希豐組成管理委員會統籌規劃[92][93]。

## 爭議
- 2004年，淡大遭學生控訴「強迫大一新生住宿」新建之淡江學園，收取費用比校外租賃還貴，200多位退租的學生更因此記申誡一次，希望校方給予更多住宿自由性[94][95][96]。校方則反駁，表示從未強迫學生住宿也未有學生因退宿記過[97]。

- 2017年，傳出因成本考量，淡大將解聘200位兼任教師，除引發學生及教師不滿嚴重損害其權益發聲抗議[98][99][100][101][102]，教育部更派員到校訪視、關切情況[103][104]。校方出面回應，表示辦學從不以成本為考量，續聘與否交由相關系所決定[105]

- 2020年，詞曲創作社於臉書上宣傳成果發表會的內容涉及性暴力及仇恨言論而引發爭議，社團表示僅為單一樂團個案，往後會嚴格審查文章內容[106][107][108][109]。

## 備註
1. ↑  樸儉無華 存誠抱樸
實踐力行 守法務實
剛柔相濟 無欲則剛
毅然果敢 志道弘毅
2. ↑  白話字於19世紀由西方傳教士先後傳入廈門與台灣，當時有許多報紙(如台灣教會公報)、醫學書籍(如內外科看護學)等文獻便以白話字書寫（詳見白話字#文獻及出版品、臺語白話文），在台灣使用之歷史早於本校1950年創校。在華語的譯音中，依據中華民國外交部中譯英系統[9]，「淡江」二字的威妥瑪拼音拼作「Tan Chiang」，漢語拼音、通用拼音及國音第二式則拼作「Dan Jiang」，皆非拼作Tamkang。僅有在台語白話字中拼作Tām-kang，而後來2008年教育部以白話字為基礎進行改良而訂定的臺語羅馬字拼音方案（即台羅拼音）中，「淡江」二字雖亦分別拼作Tām與Kang[10]，與白話字相同，但本校創校時台羅拼音尚未出現，因此即為以「白話字」作拼寫，而非台羅拼音。

## 歷年日間部師生比及新生註冊率
- 110學年度日間部學生人數22,665，專任老師人數472，日間部師生比30.55（學生數/老師數）。

- 111學年度新生註冊率79.27%。
- 112學年度新生註冊率87.60%。
- 113學年度新生註冊率93.83%。

## 外部連結
- 淡江大學網站 （页面存档备份，存于）
- YouTube上的淡江大學學校財團法人淡江大學 官方頻道頻道